# Juniperus morrisonicola
Juniperus morrisonicola — вид голонасінних рослин з родини кипарисових (Cupressaceae). Етимологія: епітет позначає місцевість типу: вершина гори Моррісон (сьогодні частіше називається Юйшань).

## Морфологічна характеристика
Це дводомні (іноді однодомні) вічнозелені дерева чи кущі до 10 метрів заввишки та 100 см в діаметрі на рівні грудей, з довгими, лежачими гілками. Кора коричнева, відшаровується тонкими пластинками. Гілочки висхідні. Листки всі спадні, щільно розташовані, увігнуті та білуваті зверху, жолобчасті та зелені знизу, 3–5 × 1 мм, верхівка мукронатна (різко гостра). Насіннєві шишки зеленувато-коричневі, дозрівають за 1 рік, пурпурно-чорні в стадії зрілості, стягнуті біля основи кількома приквітками, яйцеподібні або кулясті, 6–8 мм у діаметрі, містять 1 насіння. Пилок осипається навесні.

## Поширення
Ендемік Тайваню.
Населяє центральні хребти на висоті понад 3000 метрів, це найвисотніше хвойне дерево острова, що утворює густий чагарник чи на відкритих схилах росте як дерево.

## Галерея

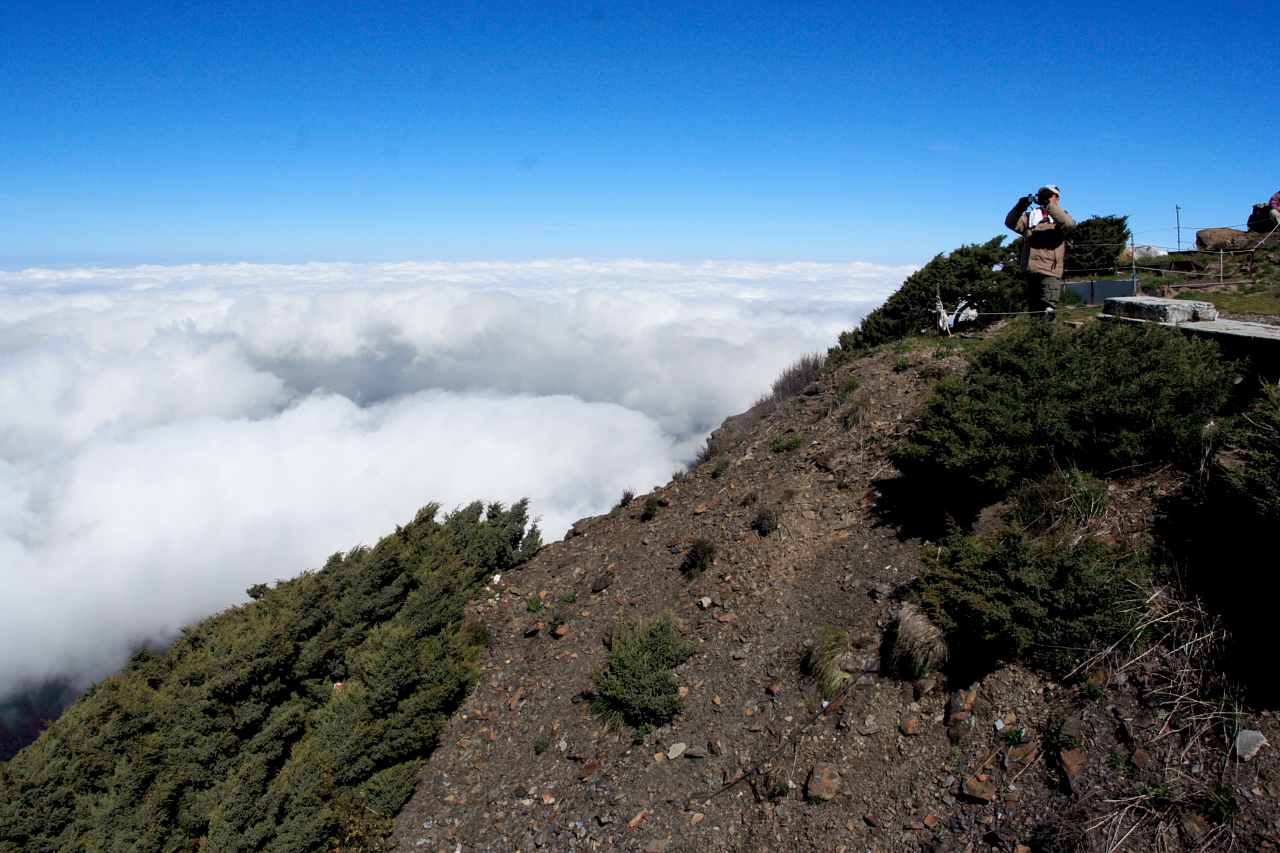
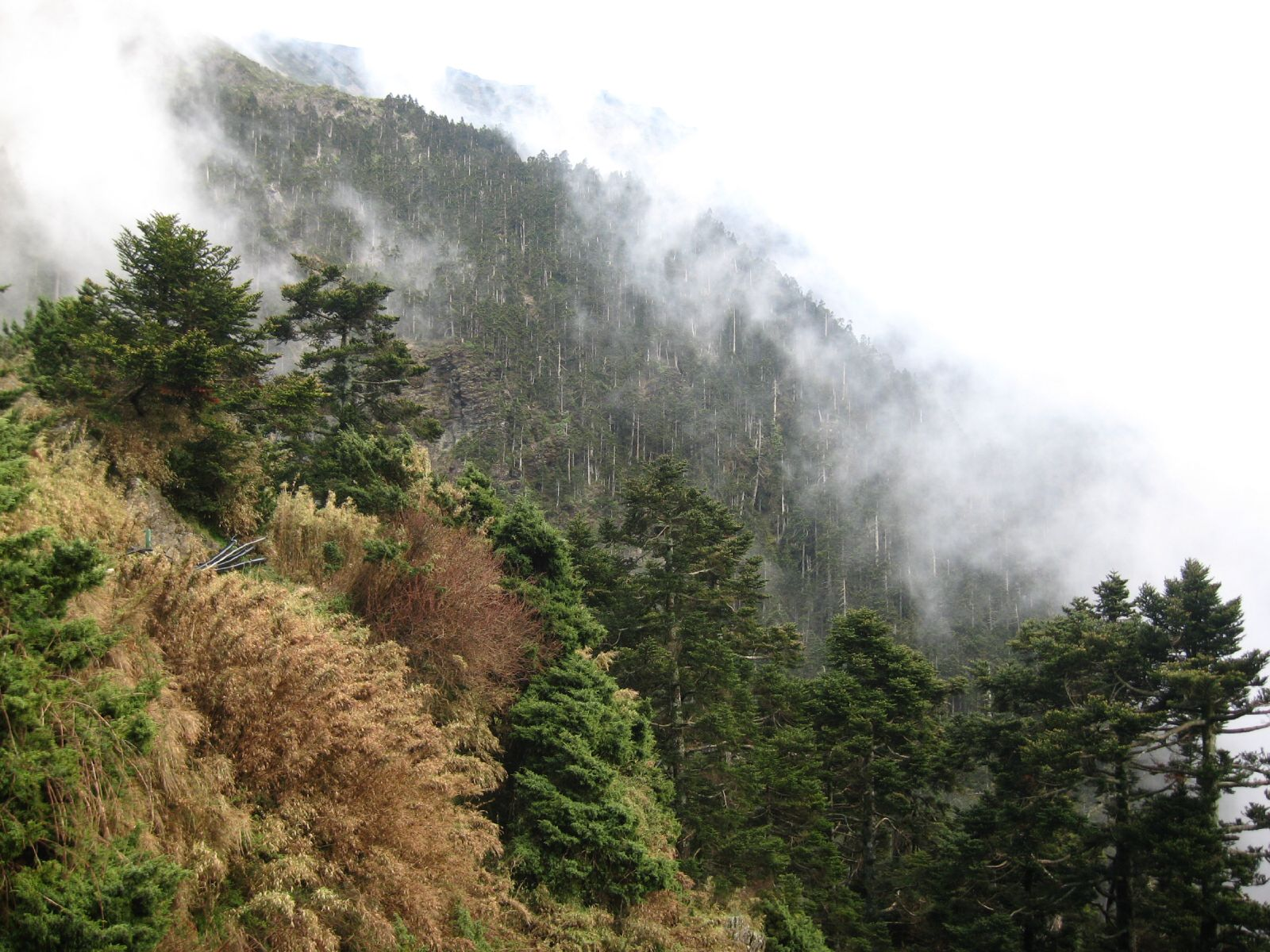

## Синоніми
Синоніми: 
Juniperus squamata var. morrisonicola (Hayata) H.L.Li & H.Keng
Sabinella morrisonicola (Hayata) Nakai